# Romane Bohringer

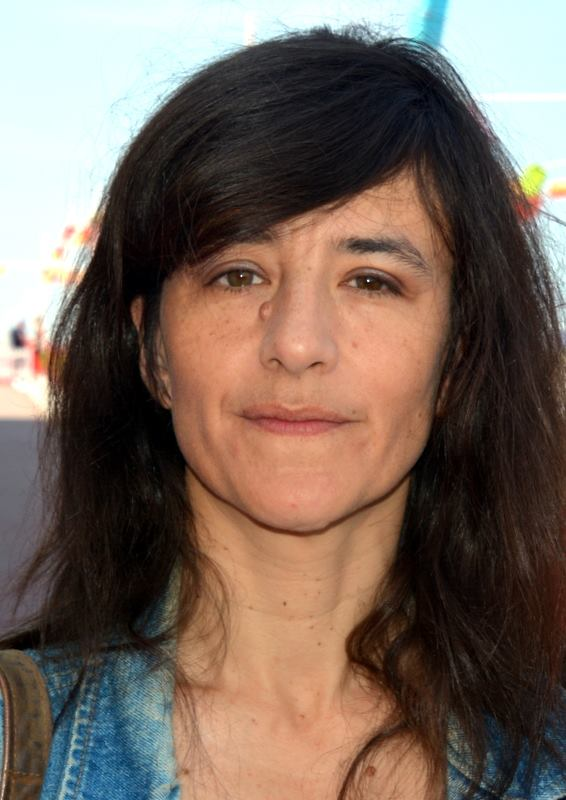
Romane Bohringer 2014

Romane Bohringer (* 14. August 1973 in Pont-Sainte-Maxence, Picardie, Frankreich) ist eine französische Schauspielerin.

## Leben
Romane ist die Tochter des Schauspielers Richard Bohringer. Sie begleitete ihn bereits früh bei seinen Dreharbeiten und debütierte an dessen Seite in dem 1986 erschienenen und von Didier Grousset inszenierten Science-Fiction-Thriller Kamikaze – TV-Tod live auf der Leinwand. Sie begann mit dem Theaterspiel und wurde für ihre Darstellung der Laura in Cyril Collards Drama Wilde Nächte bei der Verleihung des französischen Filmpreises César 1993 als Beste Nachwuchsdarstellerin ausgezeichnet.
Seit 2006 ist Bohringer mit dem französischen Schauspieler und Drehbuchautor Philippe Rebbot liiert, den sie beim Dreh von Mes enfants chéris kennenlernte. Gemeinsam haben sie zwei Kinder und leben in Montreuil.

## Filmografie (Auswahl)
- 1986: Kamikaze – TV-Tod live (Kamikaze)
- 1992: Wilde Nächte (Les nuits fauves)
- 1994: Die Auferstehung des Colonel Chabert (Le Colonel Chabert)
- 1995: Hundert und eine Nacht (Les cent et une nuits de Simon Cinéma)
- 1995: Lumière et Compagnie
- 1995: Total Eclipse – Die Affäre von Rimbaud und Verlaine (Total Eclipse)
- 1996: Sex, Lügen und Intrigen (Portraits chinois)
- 1996: Lügen der Liebe (L’appartement)
- 1997: Das Zimmermädchen der Titanic (La femme de chambre du Titanic)
- 1998: Alchimie der Liebe (Quelque chose d’organique)
- 1999: Rembrandt
- 2000: The King Is Alive
- 2000: Zwei Frauen in Paris (Deux femmes à Paris)
- 2003: Die Unbekannte aus der Seine (Aurélien)
- 2003: Unsere lieben Kleinen (Nos enfants chéris)
- 2005: Die Reise der Pinguine (La marche de l’Empereur)
- 2012: Renoir
- 2013: Vic + Flo ont vu un ours
- 2018: Messer im Herz (Un couteau dans le cœur)
- 2018: Beautiful Loser (Kurzfilm)
- 2019: Von wegen altes Eisen
- 2020: Une sirène à Paris
- 2020: They Were Ten (Ils étaient dix, Miniserie)
- 2021: L’amour flou (Fernsehserie, 9 Folgen)
- 2021: Die Geschichte meiner Frau (The Story of My Wife).
- 2022: Des gens bien ordinaires (Fernsehserie, 3 Folgen)

## Auszeichnung (Auswahl)
- César 1993: Beste Nachwuchsdarstellerin für Wilde Nächte